# Airai
Airai é o segundo estado mais populoso da República de Palau, localizado na costa sul da ilha de Babeldaob.  Nele se encontra o principal aeroporto do país, e está unido por ponte à ilha vizinha de Koror.

Localização de Airai em Palau.

O estado tem uma área de 44 km², e uma população em 2004 de 2700 habitantes. Airai é também o nome da capital e maior cidade do estado, com uma população de 920 pessoas em 2004.O lugar mais notavél de Airai é o seu Bai (casa de encontro para homens), sendo o mais antigo em existência de mais de 200 anos.